# Опішнянська селищна територіальна громада
Опішнянська селищна громада — територіальна громада в Україні, в Полтавському районі Полтавської області. Адміністративний центр — селище Опішня.
Площа громади — 19,67 км², населення — 6269 мешканців (2018).
Утворена 13 вересня 2018 року шляхом об'єднання Опішнянської селищної ради та Малобудищанської сільської ради Зіньківського району.

## Населені пункти
До складу громади входять 1 селище (Опішня) і 30 сіл: Безруки, Васьки, Вільхове, Глинське, Діброва, Карабазівка, Малі Будища, Міські Млини, Хижняківка, Яблучне, Батьки, Драни, Корлюкове, Лазьки, Попівка, Бухалівка, Вінтенці, Деряги, Заїченці, Кирякове, Устименки, Човно-Федорівка, Бабанське, Волошкове, Заїки, Клименки, Кольченки, Лавринці, Мисики та Пругли.

## Опішнянська артіль

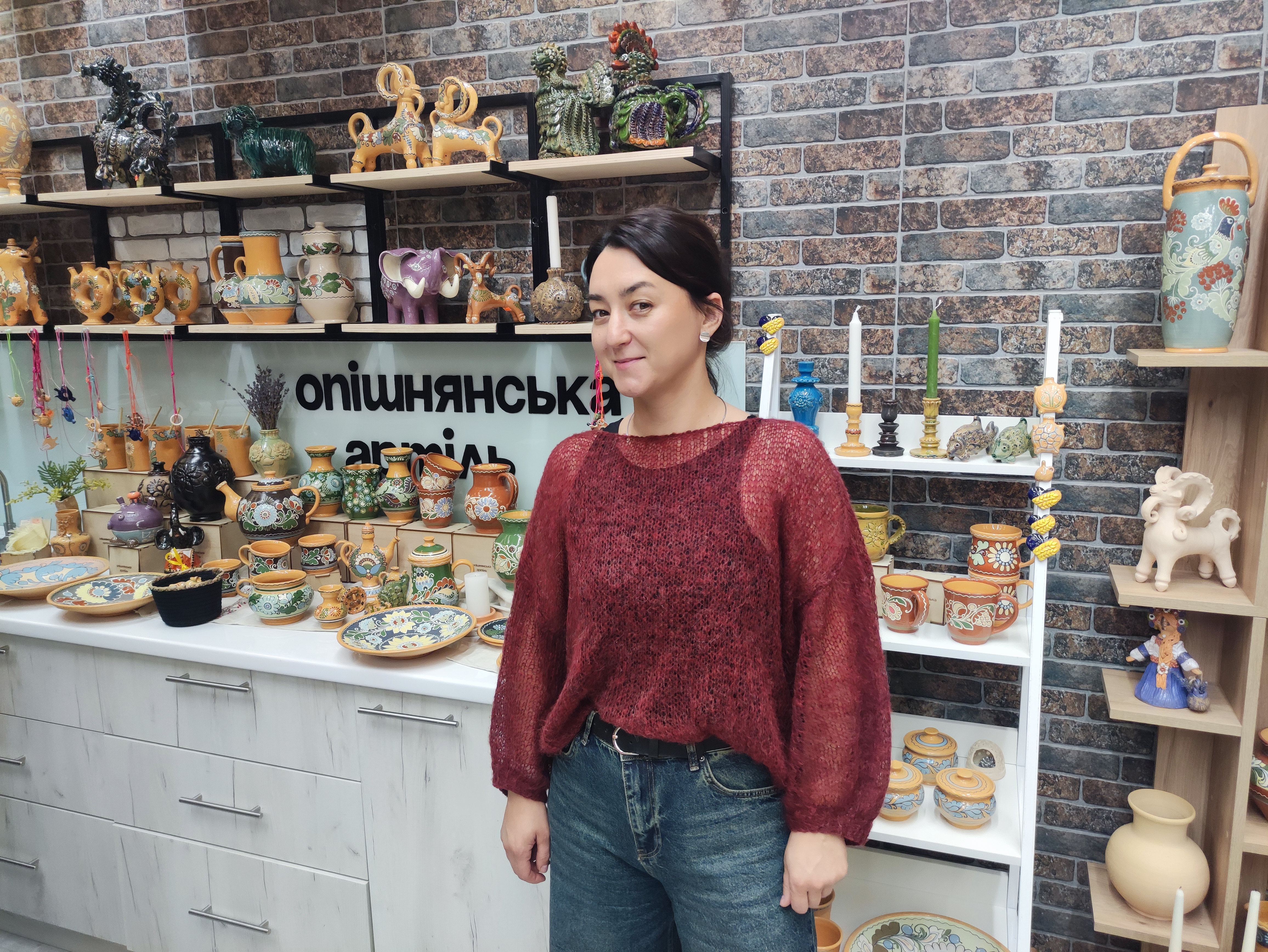
Ольга Плоха — директор «Опішнянської артілі», листопад 2024

«Опішнянська артіль» — міні-завод на території Опішнянської територіальної громади в селі Малі Будища. Відкрилася 2023 року. Натхненником й ініціатором відновлення артільного виробництва є Микола Миколайович Різник, голова Опішнянської громади. Директором підприємства є Плоха Ольга Василівна, випускниця академії Михайла Бойчука в Києві. Майстри гончарі та малювальниці: Гармаш Валентина, Лобойченко Валентина, Мороховець Олена, Грипич Артем, Гурин Наталія, Наталія Орленко, Громовий Дмитро, Чех Лариса.